# Hypopyra leucochiton
Hypopyra leucochiton là một loài bướm đêm trong họ Erebidae.